# 673

## Události
Hlothhere se stává králem Kentu.

## Hlavy států
- Papež – Adeodatus (672–676)
- Byzantská říše – Konstantin IV. Pogonatos
- Franská říše
  - Neustrie & Burgundsko – Chlothar III. (658–673) » Theuderich III. (673) » Childerich II. (673–675)
  - Austrasie – Childerich II. (662–675)
- Anglie
  - Wessex – Cenwalh
  - Essex – Sighere + Sebbi
  - Mercie – Wulfhere
- Bulharsko
  - Volžsko-Bulharský chán – Kotrag (660–700/710)